# Agrodiaetus pseudactis
Agrodiaetus pseudactis är en fjärilsart som beskrevs av Forster 1960. Agrodiaetus pseudactis ingår i släktet Agrodiaetus och familjen juvelvingar. Inga underarter finns listade i Catalogue of Life.